# Plaisiodon
Plaisiodon — вимерлий рід Zygomaturinae з пізнього міоцену на Північній території, Австралія. Через його міцний череп було припущено, що він споживав відносно тверду або грубу рослинність (Long et al., 2002).